# 胡谐之
胡谐之（443年—493年），一作楷误，南朝齐大臣，豫章郡南昌县（今江西省南昌市）人。
史书载其“风采瑰润，善自居处，兼以旧恩见遇，朝士多与交游”，永明十一年卒，谥肃侯。

## 延伸阅读
[在维基数据编辑]
 《南齊書·卷37》，出自萧子显《南齊書》
 《南史·卷47》，出自李延壽《南史》